# Pteropus mahaganus
Pteropus mahaganus — вид рукокрилих, родини Криланових.

## Поширення, поведінка
Країни поширення: Папуа Нова Гвінея, Соломонові острови. Був записаний від рівня моря до 200 м над рівнем моря. Цей вид мешкає в прибережних низовинах в кокосових плантаціях та рівнинних тропічних лісах. Тварини харчуються молодими кокосовими горіхами вночі. Лаштує сідала індивідуально і в малих групах в листі і невеликих западинах дерев.

## Загрози та охорона
Відбулася широка зміна місця існування, а саме перетворення лісів на комерційні плантації. Здатність цього виду зберігатися в деградованих районах невідома. На вид полювали для їжі, але невідомо, чи це представляє серйозну загрозу. Стохастичні події можуть також загрожувати виду. Цей вид занесений до Додатка II СІТЕС. Він, імовірно, не мешкає в будь-яких з природоохоронних територій.